# ریج‌کرست (کالیفرنیا)
ریجی کرست (به انگلیسی: Ridgecrest) شهری در شهرستان کرن ایالت کالیفرنیا است که در سرشماری سال ۲۰۱۰ میلادی، ۲۷۶۱۶ نفر جمعیت داشته‌است.